# Omega 7: Időrabló
Az Időrabló az Omega együttes 1977-ben megjelent, hetedik magyar stúdióalbuma, amely megnyitotta a zenekar legsikeresebb stíluskorszakát, amit az ún. space-rock határozott meg. Ennek jellegezetessége az erőteljes, telt hangzás, ugyanakkor a világűr sejtelmességét idéző modern hangeffektek és dalszövegek, valamint az ehhez illő jelmezek. A témát az űrutazásokról sugárzott képek tették szerte a világon érdekessé. 
A lemez angol változata, a Time Robber a legsikeresebb magyar előadótól származó album. Itthon és világszerte több mint egymillió példány fogyott belőle. A mikrobarázdás hanglemezen megjelent első kiadáshoz egy poszter-melléklet is tartozott az együttes fényképével.

## Dalok
A dalokat kollektíven az Omega jegyzi zeneszerzőként, a szövegíró Sülyi Péter.

### Első oldal
1. Időrabló
  1. Napot hoztam, csillagot
  2. Időrabló
  3. Ablakok
2. Névtelen utazó

### Második oldal
1. A könyvelő álma
2. Nélküled
3. Éjféli koncert

### Bónusz a 2002-es kiadáson
A 2002-ben az Antológia-sorozatban megjelent felújított kiadásra felkerült az angol változat is.
1. Time Robber (Időrabló)
  1. House of Cards, Part 1 (Napot, hoztam csillagot)
  2. Time Robber (Időrabló)
  3. House of Cards, Part 2 (Ablakok)
2. Invitation (Névtelen utazó)
3. Don't Keep Me Waiting (Nélküled)
4. An Accountant's Dream (A könyvelő álma)
5. Late Night Show (Éjféli koncert)

## Közreműködött
- Omega
  - Benkő László – billentyűs hangszerek
  - Debreczeni Ferenc – dob, ütőhangszerek
  - Kóbor János – ének, vokál
  - Mihály Tamás – basszusgitár
  - Molnár György – gitár
- Házy Erzsébet, Várszegi Éva – vokál (Éjféli koncert)

## Kiadások
| Év   | Kiadó           | Formátum | Sorszám    | Megjegyzések |
| ---- | --------------- | -------- | ---------- | --- |
| 1977 | MHV Pepita      | LP       | SLPX 17523 | |
| 1977 | MHV             | MC       |            | |
| 1988 | MHV Vivát       | CD       | HCD 37401  | Omega 6-7. – két album anyaga egy CD-n. |
| 1993 | Hungaroton Mega | CD       | 93/M-088   | |
| 1994 | Hungaroton Mega | CD       | HCD 17523  | Égi vándor 1974–1981 – Az Omega összes nagylemeze II.. |
| 2002 | Hungaroton Mega | CD       | MCDA 87617 | Időrabló – Time Robber – angol változattal közös felújított kiadás, az Antológia vol. 3. 1975–1980 – Space rock albumok részeként és önállóan is megjelent. |
| 2002 | BMG Germany     | CD       |            | Anthology vol. 3. 1975–1980 – Space Rock Alben – németországi licenckiadás.                                                                                 |
| 2015 | Hungaroton      | CD       |            | LP Anthology – Az Omega első 13 albumának gyűjteményes kiadása, az eredeti lemezek hangzásával és dallistájával.                                            |

## Az albumhoz kapcsolódó kislemez
| A-oldal         | B-oldal                   | Év   | Kiadó      | Sorszám | Megjegyzések |
| --------------- | ------------------------- | ---- | ---------- | ------- | ------------ |
| A könyvelő álma | Az égben lebegők csarnoka | 1976 | MHV Pepita |         |              |